# Directie Algemene Economische Politiek
De directie Algemene Economische Politiek (AEP) is een afdeling van het Nederlandse ministerie van Economische Zaken en Klimaat (EZK) die de ambtelijke en politieke top adviseert over economische beleidsvraagstukken, zowel op het eigen beleidsterrein, als op de beleidsterreinen van andere ministeries in Den Haag. De directie speelt hiermee een belangrijke rol in de totstandkoming van het economisch beleid van de Rijksoverheid. Per 2023 staat de directie onder leiding van Stephanie Holle. 

## Geschiedenis
AEP werd opgericht op 15 oktober 1952 en staat hiermee bekend als de eerste economische beleidsdirectie in Den Haag. De zelfstandige afdeling ontstond ten tijde van minister van EZ Jelle Zijlstra uit een samenvoeging van de in 1938 ingestelde afdeling Economisch Onderzoek en een aantal andere afdelingen binnen het ministerie van EZ, waaronder de afdeling Parlementaire Zaken. Toenmalig secretaris-generaal Brouwers wilde met de oprichting van AEP zijn positie verstevigen. Hij benoemde de gezaghebbende Groninger hoogleraar Jan Pen tot directeur, die deze functie later zou omschrijven als een ‘bediener des woords […], die opschrijft hoe maatregelen eruitzien en waarom.’

## Centraal Economische Commissie
De directie AEP voert het secretariaat van de Centraal Economische Commissie (CEC), waarvan de secretaris-generaal van EZK de voorzitter is. De kern van de CEC bestaat uit de topambtenaren van Economische Zaken en Klimaat, Financiën, Sociale Zaken en Algemene Zaken en de directeuren van het Centraal Planbureau en De Nederlandsche Bank. 
De CEC kreeg een roemruchte reputatie onder secretaris-generaal Frans Rutten (1974-1989). Onder de leden van de CEC bestond destijds een grote eensgezindheid over de te varen economische koers. Omdat onder hun politiek leiders eenzelfde eensgezindheid bestond, verwierf de CEC in deze periode grote invloed. AEP'ers werden gekscherend de ‘Rutten-Boys’  genoemd.
De rolinvulling van de CEC is door de jaren heen veranderd. Ze fungeert tegenwoordig vooral als platform voor hoogambtelijke discussies over strategische economische vraagstukken, los van de waan van de dag.

## Werkveld
Het werkveld van AEP is door de jaren verbreed. In de begindagen adviseerde de directie vooral over macro-economische vraagstukken, zoals over het toen actuele loon- en prijsbeleid. Sinds de jaren tachtig kwam een grotere nadruk te liggen op micro-economische vraagstukken, waaronder het functioneren van markten en de inrichting van collectieve stelsels. In de jaren 1990 lag in de adviezen van AEP een sterke nadruk op (de baten van) marktwerking en privatisering. Later werden in adviezen het brede welvaartsbegrip en de economie van de publieke belangen als uitgangspunt gehanteerd. Daarbij stond de vraag centraal hoe publieke belangen optimaal konden worden geborgd: door de overheid, de markt, of juist een combinatie van die twee.
AEP bestaat uit drie clusters: Collectieve Sector en Arbeidsmarkt; Conjunctuur, Structuur & Ordening; en Strategie. Michiel Boots werd in 2019 directeur.

## (Oud-)medewerkers
Bij AEP werken vanouds veel relatief jonge economen die hun carrière er beginnen. Enkele bekende (oud-)AEP'ers zijn: 
- Jan Pen (1952-1961)
- Koos Andriessen (1955-1963)
- René Toussaint (1958-1960)
- Frans Rutten (1960-1972)
- Coen Oort (1961-1964)
- Dick Dolman (1966-1970)
- Chris Buijink (1980-1984)
- Gerrit Zalm (1983-1988)
- Kees van Dijkhuizen (1985-1996)
- Lans Bovenberg (1990-1992)
- Hans Vijlbrief (1992-1999, 2001-2010)
- Steven van Weyenberg (1997-2004)
- Kajsa Ollongren (1998-2001)
- Gerben-Jan Gerbrandy (1999-2001)
- Paul Tang (2005-2007)
- Nico Blok (2013-2018)
- Jan Klink (2016-2018)